# Apocephalus hirtifrons
Apocephalus hirtifrons är en tvåvingeart som beskrevs av Peterson och Robinson 1976. Apocephalus hirtifrons ingår i släktet Apocephalus och familjen puckelflugor.
Artens utbredningsområde är Colorado. Inga underarter finns listade i Catalogue of Life.